# Psorophora ciliata
Psorophora ciliata är en tvåvingeart som först beskrevs av Fabricius 1794.  Psorophora ciliata ingår i släktet Psorophora och familjen stickmyggor. Inga underarter finns listade i Catalogue of Life.

## Bildgalleri

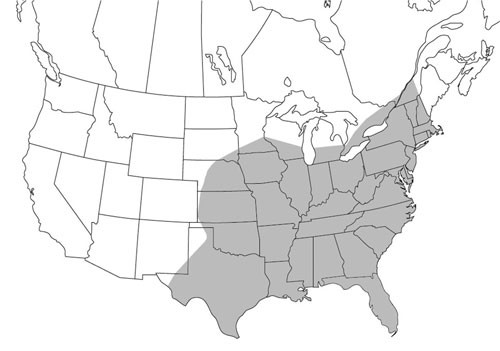